# Eleccions parlamentàries de Veneçuela de 2015
Les eleccions parlamentàries de Veneçuela de 2015 es van celebrar el 6 de desembre de 2015 per renovar tots els escons de l'Assemblea Nacional, mitjançant votació universal, directa, personalitzada i secreta amb representació proporcional. Els diputats electes duraran cinc anys en l'exercici de les seves funcions, pel període constitucional comprès entre el 5 de gener de 2016 i el 5 de gener de 2021.
Van ser les setzenes eleccions parlamentàries des de l'any 1947 i els quarts comicis legislatius nacionals des de la Constitució de 1999, que va establir la creació de l'actual òrgan legislatiu. A diferència de processos anteriors, en aquesta ocasió no es van triar els escons veneçolans del Parlament Llatinoamericà perquè el Consell Nacional Electoral (CNE) va aprovar eliminar aquestes eleccions per sol·licitud del Parlament.
Les eleccions van resultar en la victòria de la Taula de la Unitat Democràtica (MUD), principal moviment d'oposició al govern del president Nicolás Maduro, amb 112 dels 167 diputats de l'Assemblea Nacional, i la primera victòria electoral de pes per a l'oposició en 17 anys.

## Antecedents

### Eleccions parlamentàries de Veneçuela de 2010

Resultats de les eleccions parlamentàries de 2010. 98 Gran Pol Patriòtic 65 Taula de la Unitat Democràtica 2 Pàtria Per a Tots

La participació en 2010 va ser de 66,45%, gairebé el triple que en l'última elecció legislativa. La coalició governant PSUV-PCV-CONIVE va obtenir la majoria simple, 98 dels 165 escons (73 nominals en 54 circumscripcions electorals i 25 per vot llista), encara que va perdre la majoria qualificada de dos terços, que mantenia des de 2005. Per la seva banda, l'oposició, agrupada sota la coalició Taula de la Unitat Democràtica (MUD), va obtenir 33 diputats menys que el xavisme (39 nominals en 32 circumscripcions electorals i 26 per vot llista), encara que la diferència en vots entre ambdues forces va ser inferior a l'1%.
El bloc independent Pàtria Per Tots va obtenir dos diputats (1 nominal en 1 circumscripció electoral i 1 per vot llista), fet que resulta important, ja que aquest partit podia recolzar o evitar l'aprovació de lleis habilitants que requereixin les tres cinquenes parts de l'Assemblea Nacional, és a dir, la majoria absoluta de 99 diputats. En 2012 aquest partit es va unir a la MUD, però a causa d'una sentència del TSJ, la direcció del partit va quedar a càrrec de Rafael Uzcátegui qui va decidir recolzar a Hugo Chávez en l'elecció presidencial de 2012. No obstant això els dos diputats obtinguts es van unir a les files de l'oposició, afegint així a la MUD un total de 67 diputats. Els nous diputats van assumir els seus càrrecs el 5 de gener de 2011, i romandran en ells fins al 5 de gener de 2016.

### Elecció de la data
El 22 de juny de 2015, la presidenta del CNE, Tibisay Lucena, va anunciar la data dels comicis en compliment de l'article 42 de la Llei Orgànica de Processos Electorals (LOPRE), fixant-se pel 6 de desembre de 2015. D'acord al cronograma d'activitats aprovat pel CNE per a les Eleccions a l'Assemblea Nacional 2015, les inscripcions de candidats es realitzaran del 3 al 7 d'agost, el padró electoral serà el que s'obtingui al tancament del registre el 8 de juliol de 2015 i la campanya començarà el 13 de novembre per culminar el 3 de desembre a la mitjanit.
El tema de la data va ser motiu de protesta per part de diversos sectors opositors. La Taula de la Unitat Democràtica (MUD) va exigir en una marxa celebrada a diverses ciutats del país, l'encarregat de donar una data va ser el CNE. El capdavanter opositor Leopoldo López, empresonat des de 2014, va realitzar una vaga de fam amb l'objectiu de pressionar a les autoritats electorals. Per la seva banda, el president del PSUV, Nicolás Maduro, va expressar que «sectors extremistes estan tractant de pressionar al CNE perquè anuncie la data de les parlamentàries» i va subratllar que «li correspon al Poder Electoral decidir, com indica la Constitució, quan és la data, sense pressions de cap tipus».
La presidenta del CNE, Tibisay Lucena, va rebutjar «la campanya contra la institució per part d'alguns grups polítics que pretenen imposar la seva voluntat» i va manifestar que alguns portaveus polítics i organitzacions, els interessos dels quals no són d'ordre electoral i «han desenvolupat tota una campanya pel desprestigi de la institució i la formació de tensió política al país, al voltant d'especulacions, manipulacions i mentides». També va afirmar que l'organisme electoral «ha treballat intensament i des d'un primer moment ha anunciat que 2015 és un any electoral i que totes les activitats realitzades s'han informat de forma oportuna i eficient».
És de destacar que la Llei Orgànica de Processos Electorals no estableix la data de l'elecció, si no que són les autoritats del CNE les que determinen quan es durà a terme el procés electoral. En els més recents processos d'eleccions per a l'Assemblea Nacional (2010 i 2015), el Consell Nacional Electoral va anunciar la data de celebració dels comicis amb una antelació major a cinc mesos.

## Diputats per al període 2011-2016

### Nombre de diputats per entitat federal
El 6 de desembre de 2015 es van triar 167 diputats a l'Assemblea Nacional de la República Bolivariana de Veneçuela (164 diputats per les entitats federals i 3 per la representació indígena), amb els seus respectius suplents, distribuïts territorialment segons es mostra en la taula.
| Bandera               | Escudo | Entidad Federal                                           | Diputados | Mapa |
| --------------------- | ------ | --------------------------------------------------------- | --------- | ---- |
|                       |        | Amazonas                                                  | 3         |      |
|                       |        | Anzoátegui                                                | 8         |      |
|                       |        | Apure                                                     | 5         |      |
|                       |        | Aragua                                                    | 9         |      |
|                       |        | Barinas                                                   | 6         |      |
|                       |        | Bolívar                                                   | 8         |      |
|                       |        | Carabobo                                                  | 10        |      |
|                       |        | Cojedes                                                   | 4         |      |
|                       |        | Delta Amacuro                                             | 4         |      |
|                       |        | Dependencias Federales                                    | No tiene  |      |
|                       |        | Distrito Capital                                          | 9         |      |
|                       |        | Falcón                                                    | 6         |      |
|                       |        | Guárico                                                   | 6         |      |
|                       |        | Lara                                                      | 9         |      |
|                       |        | Mérida                                                    | 6         |      |
|                       |        | Miranda                                                   | 12        |      |
|                       |        | Monagas                                                   | 6         |      |
|                       |        | Nueva Esparta                                             | 5         |      |
|                       |        | Portuguesa                                                | 6         |      |
|                       |        | Sucre                                                     | 6         |      |
|                       |        | Táchira                                                   | 7         |      |
|                       |        | Trujillo                                                  | 5         |      |
|                       |        | Vargas                                                    | 4         |      |
|                       |        | Yaracuy                                                   | 5         |      |
|                       |        | Zulia                                                     | 15        |      |
| Bandera de Venezuela. |        | Representación Indígena Regiones Occidente, Oriente y Sur | 3         |      |
| Bandera de Venezuela. |        | Venezuela                                                 | 167       |      |

### Eleccions primàries de la MUD
Per part de la coalició de partits de la MUD, es va anunciar la realització d'eleccions primàries pel 17 de maig de 2015, amb suport tècnic i logístic del Consell Nacional Electoral. La campanya per a aquestes eleccions es va iniciar el 31 de març i va culminar el 14 de maig. Es van presentar 110 candidats dels partits polítics que formen part de la MUD, en 36 circumscripcions electorals de 12 entitats federals.
L'11 de maig es va anunciar que el nombre de circumscripcions en els quals es realitzaran les primàries es va reduir a 33, a causa dels consensos aconseguits en alguns casos.
Els resultats de les primàries anunciats pel president de la Comissió Electoral de la MUD, José Luis Cartaya, es resumeixen de la següent manera:
| Partit                | Partit  | Partit  | Vots    | %     | Candidats | Nominats |
| --------------------- | ------- | ------- | ------- | ----- | --------- | -------- |
| Primer Justícia       | MPJ     | 125 916 | 19,72 % | 17    | 12        |          |
| Voluntat Popular      | VPA     | 116 371 | 18,23 % | 18    | 9         |          |
| Copei                 | COPEI   | 82 920  | 12,99 % | 21    | 1         |          |
| Acció Democràtica     | AD      | 71 573  | 11,21 % | 7     | 7         |          |
| Comptes Clars         | CC      | 69 753  | 10,92 % | 4     | 3         |          |
| Un Nou Temps          | UNT     | 47 793  | 7,48 %  | 8     | 5         |          |
| Projecte Veneçuela    | PRVZL   | 46 587  | 7,30 %  | 6     | 0         |          |
| Vine Veneçuela        | VENTE   | 19 679  | 3,08 %  | 5     | 1         |          |
| La Causa Radical      | LCR     | 14 477  | 2,27 %  | 4     | 1         |          |
| Força Lliberal        | FL      | 13 227  | 2,07 %  | 3     | 0         |          |
| Moviment Republicà    | MR      | 10 330  | 1,62 %  | 3     | 0         |          |
| Aliança Brau Poble    | ABP     | 7316    | 1,14 %  | 2     | 0         |          |
| Avançada Progressista | AP      | 3980    | 0,62 %  | 1     | 1         |          |
| Gent Emergent         | GE      | 3505    | 0,55 %  | 2     | 0         |          |
| Independents          | IND     | 2868    | 0,45 %  | 1     | 0         |          |
| MIN-Unitat            | MIN     | 1450    | 0,23 %  | 1     | 0         |          |
| Units per a Veneçuela | UNPARVE | 404     | 0,06 %  | 1     | 0         |          |
| Progrés               | PRG     | 225     | 0,03 %  | 1     | 0         |          |
| Total                 | Total   | Total   | 638 374 | 100 % | 105       | 40       |

El 24 de juny de 2015, la Taula de la Unitat Democràtica (MUD) anuncià els candidats per a les eleccions parlamentàries. El secretari executiu de la MUD, Jesús Torrealba, donà a conèixer la llista, conformada pels aspirants a l'Assemblea Nacional escollits per consens entre els partits polítics que conformen la coalició opositora i els seleccionats en les primàries de la Unitat Democràtica, celebrades el 17 de maig.

### Eleccions primàries del PSUV
Segons l'anunciat pel president de la República i d'igual manera president del Partit Socialista Unit de Veneçuela (PSUV), Nicolás Maduro, el PSUV va dur a terme la celebració d'unes eleccions primàries amb dret al vot per a tots els veneçolans inscrits en el registre electoral, amb la finalitat d'escollir els candidats a diputats per aquesta organització, aquestes eleccions se celebraren el 28 de juny de 2015 amb suport tècnic i logístic del CNE, i una normativa que indica que de manera igualitària els postulats a aquestes eleccions havien d'incloure a dones i joves menors a 30 anys. Es van presentar en total 1162 postulats per les bases de la militància del PSUV en tot el país, per triar 98 candidats nominals en les 87 circumscripcions electorals establertes pel CNE. La campanya electoral es va iniciar el 26 de maig i va culminar el 26 de juny.
Els resultats de les primàries van ser anunciats el 29 de juny pel primer vicepresident del PSUV, Diosdado Cabello, resumits en les següents dades:
| Partit                              | Partit | Partit    | Vots  | %    | Candidats | Nominats |
| ----------------------------------- | ------ | --------- | ----- | ---- | --------- | -------- |
| Partit Socialista Unit de Veneçuela | PSUV   | 3 162 400 | 100 % | 1162 | 98        |          |

D'acord amb la normativa electoral interna del PSUV, la seva direcció Política Nacional designarà als 69 candidats principals restants (15 nominals i 51 per llista), així com els 167 candidats suplents, «considerant la quantitat de vots obtinguts —pels aspirants en les primàries—, la paritat de candidats i candidates menors i majors de 30 anys, la paritat de gènere i les aliances amb el Gran Pol Patriòtic Simón Bolívar (GPPSB)».

## Cronograma electoral
El cronograma d'activitats de les eleccions de diputats a l'Assemblea Nacional va ser aprovat el 22 de juny de 2015 pels rectors del Consell Nacional Electoral, en el marc de l'acte de convocatòria del procés electoral. A continuació, les activitats més rellevants del cronograma:
| Activitats                                                                                  | Dates                          |
| ------------------------------------------------------------------------------------------- | ------------------------------ |
| Convocatòria a eleccions de l'Assemblea Nacional                                            | 22 de juny                     |
| Cort del registre electoral preliminar                                                      | 8 de juliol                    |
| Aprovació de circumscripcions electorals                                                    | 16 de juliol                   |
| Publicació del registre electoral preliminar                                                | 24 de juliol                   |
| Auditoria del registre electoral                                                            | 30 de juliol                   |
| Presentació de postulacions de candidats                                                    | 3 al 7 d'agost                 |
| Publicació del registre electoral definitiu                                                 | 5 de setembre                  |
| Simulacre nacional de votació                                                               | 18 d'octubre                   |
| Campanya electoral                                                                          | 13 de novembre — 3 de desembre |
| Instal·lació de taules electorals                                                           | 4 de desembre                  |
| Eleccions Parlamentàries 2015                                                               | 6 de desembre                  |
| Totalització d'actes d'escrutini, adjudicació de càrrecs i proclamació de candidats electes | 6 i 7 de desembre              |

### Cronograma del dia d'eleccions
Les taules de votació estaran obertes per rebre votants des de les 6 del matí del diumenge 6 del desembre. Les taules de votació tancaran a les 6 de la tarda del mateix dia, després de 12 hores d'exercici democràtic. L'horari de tancament s'estendrà si en aquest moment hi ha votants en fila.

## Sistema electoral
Per a l'elecció de diputats a l'Assemblea Nacional s'aplica un «sistema electoral paral·lel», on simultàniament es participa en dues eleccions concurrents: una per a càrrecs nominals per personalització de sufragi - els diputats nominals en cada circumscripció -, i una altra per a càrrecs per llista per representació proporcional - els diputats llista en cada estat o entitat federal.
El sistema paral·lel pertany a la família dels «sistemes electorals mixtes», en el qual els vots expressats pels electors són utilitzats per triar representants a través dels dos sistemes esmentats — pluralitat/majoria per circumscripció i representació proporcional per llista d'entitat federal — amb l'excepció que no es tenen en compte els escons assignats amb un sistema de calcular els resultats en l'altre sistema. Per tant, l'elecció de diputats nominals no incideix en l'elecció proporcional de diputats per llista.
Cada votant té la possibilitat d'emetre fins a 4 vots en la targeta, depenent de la circumscripció: 1 a 3 vots per candidats específics - és a dir, per diputats nominals - i 1 vot pels diputats llista de la seva preferència, per a tot l'estat o entitat federal. Un vot extra es dona a tots els electors registrats en circumscripcions on es tria la representació indígena.

### Diputats nominals
Els diputats electes pel sistema majoritari designats per a càrrecs nominals són 113 escons en total, dintre dels quals són triats 87 en circumscripcions electorals, que són un conglomerat de municipis i parròquies que varien en cada entitat federal, en les quals els diputats són elegits per majoria relativa de vots, i es divideixen en uninominals i plurinominals. Els uninominals són aquells on els electors tenen dret a triar un sol diputat i els plurinominals on els electors tenen dret a triar a més d'un diputat, als quals se'ls assigna una quota que vària entre dos i tres diputats. L'elecció dels tres diputats per a la representació indígena es realitza en circumscripcions especials uninominals per regió, aplicant un sistema de majoria relativa de vots.

### Diputats per llista
Els anomenats «diputats llista», triats amb el sistema de representació proporcional són 51 en total, i es reparteixen en cadascuna de les entitats federals una quota que varia entre dos i tres escons, i depenent del resultat de la circumscripció — la qual és l'estat — s'assignen de manera proporcional entre les llistes postulades.

## Enquestes
De les 37 enquestes efectuades a la data des d'agost de 2015, 35 d'elles, el 95%, donen a l'oposició veneçolana, representada per la Taula de la Unitat, com la guanyadora de la majoria dels escons de l'Assemblea Nacional en les eleccions del 6 de desembre de 2015. Per ordre del Consell Nacional Electoral de Veneçuela (CNE) i d'acord amb la Llei Orgànica de Processos Electorals (LOPRE) les empreses enquestadores tenen prohibit publicar enquestes d'índole electoral des de 7 dies abans de les eleccions fins a l'endemà d'aquestes, raó per la qual la rectora principal d'aquest organisme, Tibisay Lucena, ordenà la fi de la difusió d'enquestes en una al·locució del 29 de novembre, raó per la qual nombroses enquestadores van presentar les seves projeccions finals per a aquest mateix dia.

## Organització electoral

### Administració electoral
La Junta Nacional Electoral (JNE), òrgan subordinat del CNE, s'encarrega de la direcció, supervisió i control de tots els actes relatius al desenvolupament del procés electoral. Els organismes electorals subalterns de la JNE són les juntes electorals a nivell regional, municipal i parroquial, així com les taules electorals, que amb caràcter temporal assumeixen en la jurisdicció corresponent l'execució i vigilància del procés electoral. La selecció dels integrants dels organismes es realitza mitjançant sorteig públic, a càrrec de la Junta Nacional Electoral.

### Servei electoral obligatori
El 19 de març de 2015 es va realitzar el sorteig públic de 406 198 ciutadans que durant un any prestaran el servei electoral obligatori en les juntes electorals regionals, metropolitanes, municipals i parroquials, així com els membres de les 39 421 taules electorals. El 10 de setembre de 2015, a causa de l'increment d'electors inscrits i la seva incidència en el nombre de taules electorals, es va dur a terme un sorteig complementari per seleccionar 88 310 ciutadans per complir funcions als centres de votació habilitats pel CNE, amb un total de 494 508 electors seleccionats que integraran els organismes electorals subalterns de la JNE.

### Testimonis dels partits polítics
El Consell Nacional Electoral és competent per acreditar davant els organismes electorals subalterns als testimonis de les organitzacions amb finalitats polítiques, grups d'electors, associacions de ciutadans i dels candidats que es postulin per iniciativa pròpia, a les finalitats de presenciar els diferents actes i actuacions que s'executin durant la celebració del procés electoral.

### Participació militar
A Veneçuela, a diferència de molts altres països, els militars han tingut una forta presència en la logística de les eleccions. Les seves accions són coordinades pel ministeri de Defensa en l'anomenat "Pla República".

## Observació electoral
El Reglament General de la Llei Orgànica de Processos Electorals (LOPRE) estableix: 

### Observació electoral interna
Les activitats d'observació electoral nacional en les eleccions parlamentàries tan sols es podran realitzar a través d'organitzacions civils, domiciliades a Veneçuela, degudament constituïdes d'acord amb la normativa electoral. Els observadors nacionals seran acreditats pel CNE. El Consell Nacional Electoral podrà acreditar com a observadors nacionals a determinats ciutadans, que s'hagin destacat pel seu coneixement, trajectòria o reconeguda tasca en matèria electoral.
Addicionalment, és il·legal per a qualsevol funcionari públic utilitzar recursos de l'Estat o del patrimoni públic per fer campanya política, comportant pena de presó.

### Observació electoral externa
La normativa electoral veneçolana denomina oficialment a l'observació electoral externa com a «acompanyament internacional electoral». El Reglament General de la Llei Orgànica de Processos Electorals defineix que els «acompanyants internacionals electorals» són les institucions o autoritats electorals d'altres Estats, organitzacions o organismes internacionals, amb l'acreditació corresponent atorgada pel CNE, tant per invitació del propi òrgan o bé per sol·licitud realitzada davant el Consell Nacional Electoral.
Per a les eleccions parlamentàries de 2015, el Consell Nacional Electoral va convidar a la Unió de Nacions Sud-americanes (UNASUR), per a la conformació d'una missió electoral que acompanyarà al CNE en el transcurs dels mesos fins al dia de la votació amb la finalitat de triar als diputats de l'Assemblea Nacional. La UNASUR va anunciar a través d'un comunicat, que en resposta a la invitació del CNE, començarà immediatament una missió d'acompanyament electoral.
En setembre de 2015, el Consell Nacional Electoral anuncià l'ampliació del programa d'acompanyament internacional electoral convidant, a part de la UNASUR, a les següents organitzacions: MERCOSUR, la CELAC, el Consell d'Experts Electorals Llatinoamericans (CELA), l'Aliança Bolivariana per als Pobles de la Nostra Amèrica (ALBA) i el Parlament Llatinoamericà (PARLATINO). També es sumaran al programa autoritats i tècnics de països que han subscrit amb el CNE convenis de cooperació com Rússia, Índia, Filipines, Mali i Corea del Sud, així com organismes electorals de països membres de la Comunitat Econòmica d'Estats d'Àfrica Occidental (CEEAO) i la Unió Africana.
Per la seva part, la Taula de la Unitat Democràtica (MUD) va avançar que convidaran a representants de la Unió Interparlamentaria Mundial (UIP), de la Internacional Socialista (IS) i de la Internacional Demòcrata Cristiana (IDC), al marge del programa d'acompanyament internacional electoral del CNE, i van expressar que la MUD va esgotar els mecanismes de sol·licitud d'observació internacional per a la presència de missions tècniques de l'ONU, l'OEA i la Unió Europea.

#### Observació de l'OEA
L'Organització d'Estats Americans (OEA), a través del seu secretari general Luis Almagro, va oferir els serveis d'observació electoral, a càrrec d'una missió de l'organisme hemisfèric per als comicis parlamentaris del 6 de desembre de 2015. La Taula de la Unitat Democràtica «va saludar amb beneplàcit» la proposta de l'OEA, i considera que també han de ser convidades missions electorals de Nacions Unides i del Parlament Europeu. El secretari general de l'OEA va expressar que «seguiran insistint a ser observadors de les eleccions», emfatitzant la importància d'aquesta organització com a «garant reconegut» per a aquest procés, a causa de la «desconfiança entre el Govern i l'oposició» i evitant així «qualsevol conflictivitat posterior». Aquestes declaracions van ser rebutjades pel CNE, el qual les va qualificar d' «ingerencistes».
El 10 de novembre de 2015, el secretari general de l'OEA Luis Almagro va publicar una carta oberta dirigida a Tibisay Lucena, denunciant que el govern veneçolà no estava garantint la transparència i la justícia electoral en les eleccions de 6 de desembre, i urgint la correcció de la situació.

#### Observació de l'ONU
L'ONU, rebutjada com a observador internacional pel govern veneçolà, també es va pronunciar sobre les eleccions del 6 de desembre, exigint garantir la seguretat de tots els ciutadans. Va criticar els atacs contra l'oposició, l'assassinat del dirigent d'Acció Democràtica Luis Manuel Díaz, les detencions d'Antonio Ledezma i Leopoldo López, i la censura a mitjans de comunicació.

#### Convidats estrangers
L'1 de desembre de 2015, Jesús Torrealba va confirmar l'arribada a Veneçuela de nombrosos convidats de renom i pes polític internacional, entre ells Mireya Moscoso, Omar Torrijo, Horacio Serpa, Ernesto Samper i José Luis Rodríguez Zapatero. Uns altres convidats internacionals que estaran a Veneçuela són Andrés Pastrana, Jorge Quiroga, Oswaldo Hurtado, Luis Alberto Lacalle, Miguel Ángel Rodríguez i Laura Chinchilla.

## Campanya
La campanya electoral de les eleccions parlamentàries va començar oficialment el divendres 13 de novembre de 2015 segons el cronograma pautat pel CNE, sent tractat per dos mitjans de comunicació, per una banda el radio-televisiu i per l'altra mitjançant els missatges en cadena de les xarxes socials. Aquests són els mitjans de difusió massiva de la proposta electoral, segons els experts

### Campanya de la MUD
D'acord els mateixos experts, els partits polítics d'oposició s'han enfocat, especialment dins de la Taula de la Unitat, a promoure la protesta contra la crisi econòmica, l'auspici de l'alternança en el poder, el canvi polític i la promoció de la seva targeta única de votació, MUD UNITAT, davant la presumpta presència de targetes similars dins d'altres opcions polítiques.
Segons dirigents de la MUD, la campanya opositora va comptar amb una menor presència de pendons de campanya, en els quals en aparença s'han vist superats en presència mediàtica pel govern, a causa de l'augment dels costos d'aquests, superant les capacitats econòmiques de la MUD com a coalició, raó per la qual la MUD va prendre com a resolució de campanya centrar el pressupost electoral en "contacte directe" amb els electors i en la distribució electrònica de la propaganda electoral per mitjà de les xarxes socials. En contraposició els observadors troben una presència desmesurada de la campanya oficialista en la propaganda de carrer.
D'acord amb els analistes, la campanya de la MUD en 2015 es diferencia a la realitzada en 2010 per la millor unificació i coordinació del missatge de campanya dels seus partits i candidats a nivell nacional, mentre que en el oficialisme les tàctiques de campanya gairebé no es diferencien, amb una presència permanent del president Maduro en substitució del president Chavéz.

### Campanya de l'oficialisme
D'altra banda, els experts asseguren que en l'oficialisme els missatges van de la intimidació mitjançant els presumptes escenaris de la possible victòria opositora, al remarcatge dels assoliments socials aconseguits per la gestió del govern i la lleialtat partidista dels seus electors tradicionals. En aquest últim punt de l'estratègia oficialista els experts i analistes han trobat com a ferramenta propagandística primària de part del GPP l'explotació de la imatge del mort ex-president Hugo Chávez com a símbol d'identitat de la seva proposta política i "ganxo" per atreure als seus partidaris dins dels seus blocs de candidats.
La campanya per part de l'oficialisme hauria estat utilitzada amb un avantatge manifestat en l'ús massiu dels recursos de l'estat com a transmissions anomedades «cadenes» (transmissió televisada obligatòria, sovint prenent moltes hores de la programació regular), mitjans impresos, tanques i murals, i especialment en la participació oberta i explícita dels candidats del GPP en actes públics on se'ls observa lliurant beneficis socials estatals. Les denúncies d'avantatge no han estat escoltades per les autoritats del CNE segons factors polítics dins i fora de la MUD, mentre que alts dirigents de l'oficialisme com el president de l'Assemblea Nacional i vicepresident del PSUV Diosdado Cabello han optat per deixar de donar-li importància a aquests assenyalaments malgrat no negar la seva veracitat.
Paral·lelament el CNE va ordenar la retirada en ràdio i televisió de cunyes electorals difoses per la universitat privada UCAB en la que es cridava a la participació en els comicis sota l'argument que tan sols organitzacions electoralment participants podien tenir participació mediàtica en la campanya electoral. Entretant la MUD va denunciar el 30 de novembre que la cadena televisiva de notícies Globovisión presumptament havia retirat la transmissió de les cunyes electorals d'aquesta política sota suposades precisions del govern nacional.

### Controvèrsia per la tàctica de confusió de la MIN-Unitat

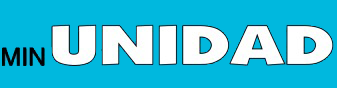
Logotip de MIN-Unitat.

En un cas particular denunciat per la MUD es troba la suposada tàctica duta a terme pel partit MIN-Unidad d'utilitzar il·legítimament els símbols de la targeta de la MUD per "confondre" als votants respecte a la Taula de la Unitat, argument que després de ser denunciat oficialment davant el CNE va comportar a la sanció d'aquest partit per part de la institució electoral.

### Assassinat de Luis Manuel Díaz
El 25 de novembre va ser assassinat el dirigent del partit Acció Democràtica Luis Manuel Díaz en un acte electoral en Altagracia de Orituco. L'OEA, Unasur i Amnistia Internacional van condemnar el fet i van fer una crida perquè es fera una investigació independent. El president Nicolás Maduro va dir que creia que es tractava d'una revenja. Des del punt de vista de la MUD, l'assassinat de Díaz seria l'últim d'una sèrie d'atacs violents presumptament perpetrats per col·lectius del govern a diferents activitats de campanya opositores al llarg del país durant totes les primeres dues setmanes de campanya, no obstant això negat pel govern nacional en veu de la Canceller de la República Delcy Rodríguez, per qui tals incidents són fets aïllats que no serveixen com a evidència d'un ambient de violència electoral.

## Llista de candidats postulats a les eleccions
Es van triar 167 diputats (164 diputats per les entitats federals i 3 per la representació indígena) en representació dels veneçolans.
El procés de postulacions es va realitzar del 3 al 7 d'agost de 2015, amb un total d'1.799 candidats inscrits, dels quals 671 són dones (37,3%) i 1.128 són homes (62,7%), després de l'aplicació parcial del «Reglament especial per garantir els drets de participació política de forma paritària en les eleccions de diputades i diputats a l'Assemblea Nacional 2015». Per incompliment del reglament de paritat i alternabilidad de gènere, 283 postulacions van quedar com «no presentades» per a les eleccions. Per a aquest procés electoral un total de 94 organitzacions van postular candidats: 65 partits polítics —nacionals i regionals— i 29 organitzacions indígenes. El 74% de les organitzacions postulantes van complir aquest reglament i 26% no ho va complir.

## Dia d'eleccions: 6 de desembre
El CNE va decretar inesperadament, el mateix 6 de desembre, l'ampliació de l'horari de votació de les taules fins a les 7 de la nit, en contravía de les lleis i el procés electoral establert pel mateix CNE, la qual cosa va ser denunciat per mitjans de comunicació independents i capdavanters de la MUD.
El Ministre de Defensa, Vladimir Padrino López, va fer declaracions televisades al costat de la cúpula militar veneçolana, en les quals garantia el suport i la protecció de les forces militars al resultat de les eleccions parlamentàries, expressat en el vot popular en les urnes.

## Resultats
El primer butlletí de resultats es va lliurar a les 12:40 a. m. del 7 de desembre per la presidenta del CNE Tibisay Lucena, més de 6 hores després del tancament de les eleccions. Faltant 22 escons per definir, es van lliurar els següents resultats parcials, Taula de la Unitat Democràtica: 99 diputats i Partit Socialista Unit de Veneçuela: 46 diputats. Una vegada fet oficial el lliurament del primer butlletí, el president Maduro es va pronunciar afirmant que les eleccions es van donar amb normalitat, i reconeixent la victòria de l'oposició, afirmant que "ha triomfat la guerra econòmica" i que "reconeixia els resultats adversos".
El segon butlletí, lliurat en la nit del 7 de desembre, va augmentar a 110 els diputats obtinguts per la MUD i 55 pel PSUV, faltant encara dos escons per assignar.
El 8 de desembre, més de dos dies després del tancament de les eleccions i amb el total de les actes i adjudicacions, la MUD se li atorga 112 diputats i 55 pel GPP (PSUV + aliats).